# Theridion stannardi
Theridion stannardi är en spindelart som beskrevs av Claude Lévi 1963. Theridion stannardi ingår i släktet Theridion och familjen klotspindlar. Inga underarter finns listade i Catalogue of Life.